# Václav Antonín Chotek
Václav Antonín hrabě Chotek z Chotkova a Vojnína (26. února 1674, Bělušice – 2. května 1754) byl český šlechtic a politik ze starobylého rodu Chotků. Zastával řadu zemských úřadů a zasloužil se o vzestup Chotků mezi významnou šlechtu habsburské monarchie. V roce 1723 získal hraběcí titul, jeho jméno je spojeno hlavně s výstavbou zámku ve Veltrusích.

## Kariéra

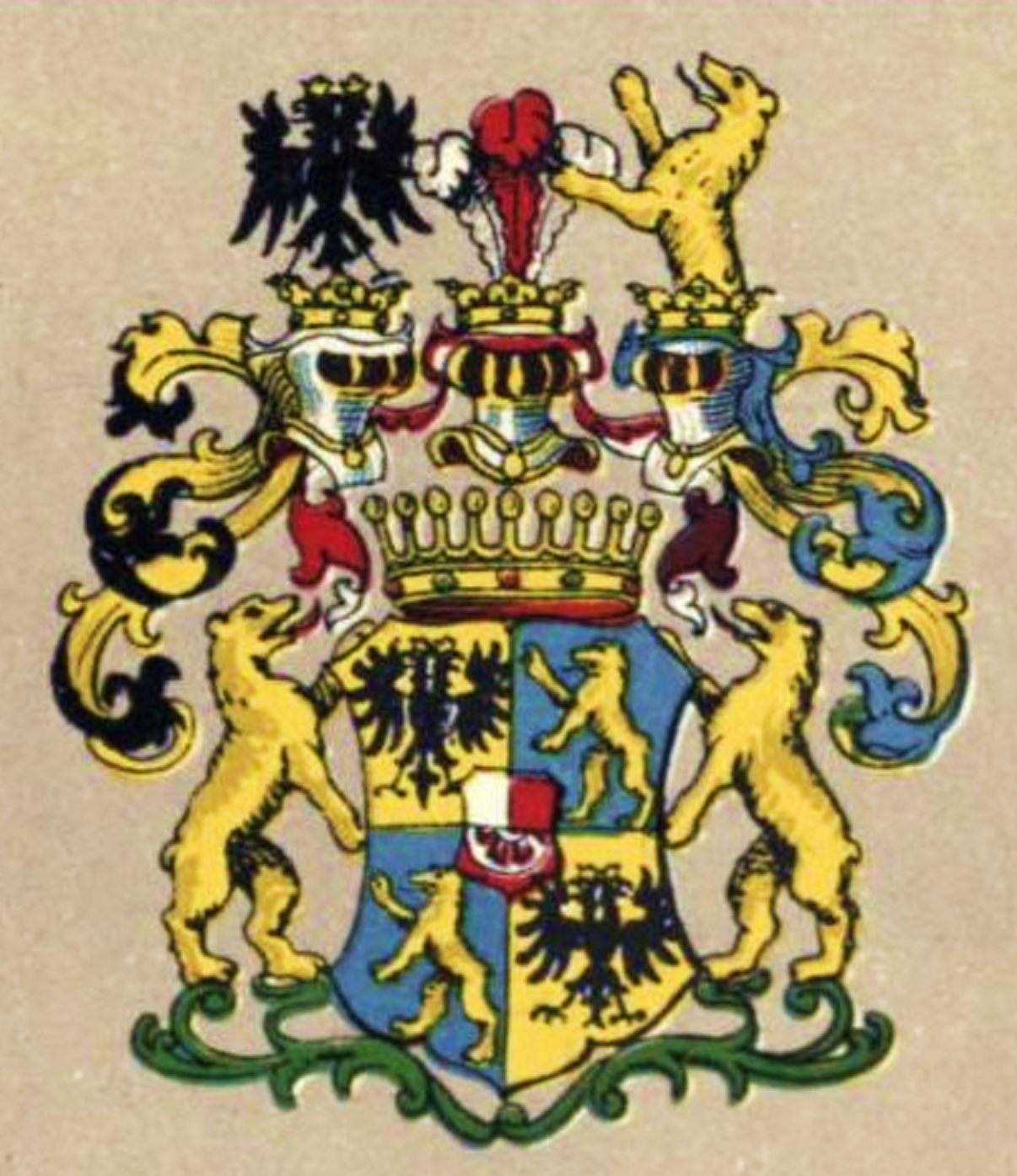
Erb rodu Chotků

Po pobělohorských konfiskacích živořili Chotkové na okraji šlechtické společnosti a od poloviny 17. století jim patřil jen malý statek Bělušice na Mostecku. Na tamní tvrzi se narodil Václav Antonín jako syn Jiřího Rudolfa Chotka (1628–1673) a Johanny Sabiny, rozené Proyové († 1692). Přes skromný původ se Václavu Antonínovi dostalo vysokého vzdělání dokončeného cestou po Evropě (Holandsko, Francie, Itálie). Ovládal několik jazyků a spolu s majetkově výhodným sňatkem se mu podařilo pozvednout jméno Chotků mezi přední šlechtu Českého království.
Společenský vzestup zahájil v roce 1698 sňatkem s Marií Terezií ze Scheidlernu (1682–1709), dědičkou statků na Mělnicku. V roce 1700 se stal císařským komořím a přísedícím české komory a v roce 1702 získal titul svobodných pánů. Poté byl pověřen správou několika krajů, od roku 1707 byl postupně hejtmanem kraje slánského, rakovnického, chrudimského a litoměřického. Později se stal přísedícím zemského soudu (1727) a členem sboru místodržících Českého království (1731). Na aktivní politiku rezignoval v roce 1740, ale pak byl jmenován ještě císařským tajným radou (1743). Vyvrcholením jeho dlouhé kariéry byl titul říšských hrabat udělený v roce 1745, v tom ale byly zohledněny již i zásluhy jeho synů.

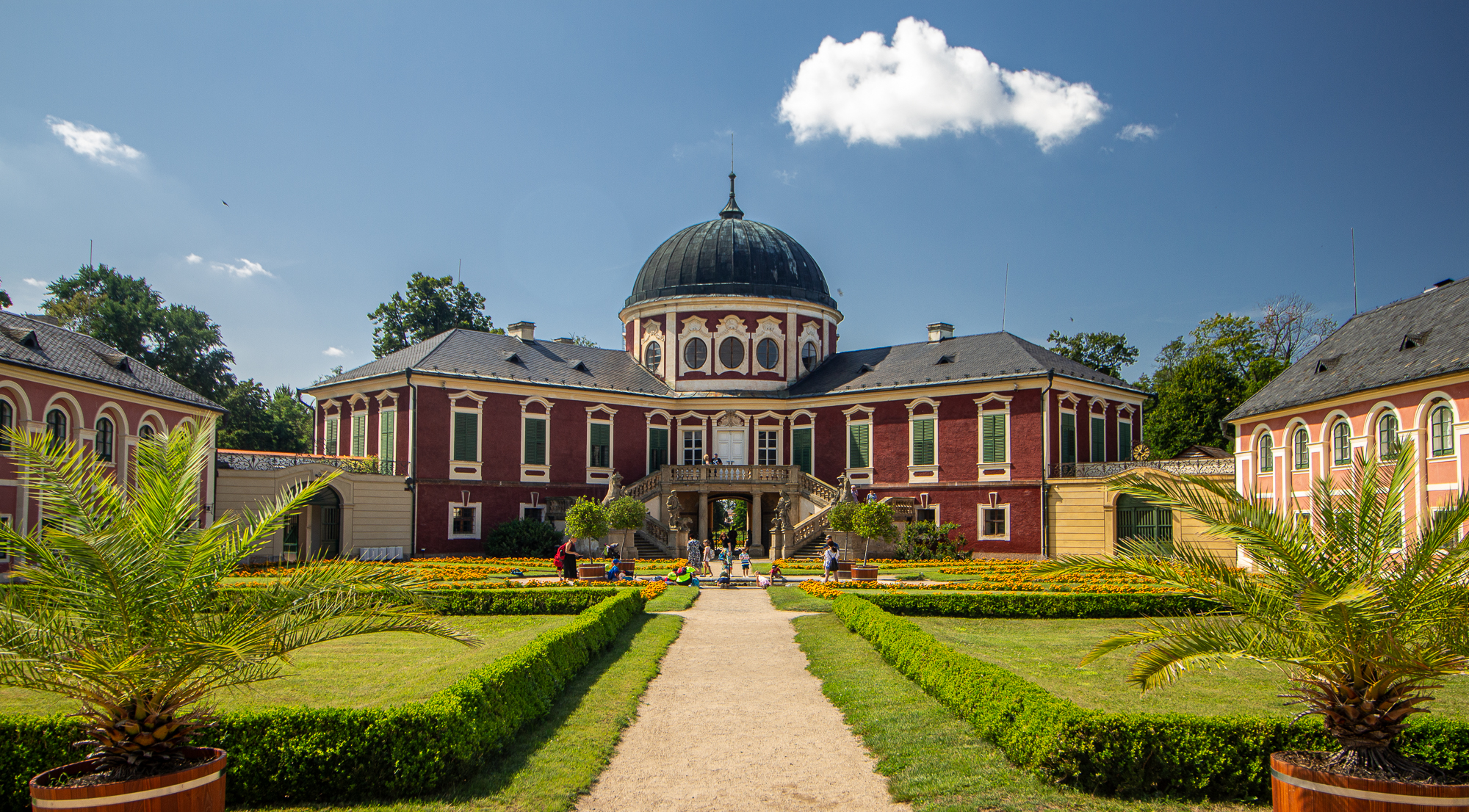
Zámek Veltrusy

Rodovým sídlem i po sňatku s Marií Terezií ze Scheidlernu zůstávala bělušická tvrz. Když Václav Antonín začal zastávat zemské úřady v Praze, koupil v roce 1705 Dům U Zlatého melounu na Starém Městě. Své ambice pak promítl vybudováním sezónního sídla ve Veltrusích na pozemcích u Vltavy na Mělnicku zděděných po manželce.
Václav Antonín Chotek zemřel ve věku osmdesáti let, pohřben je v rodinné hrobce kostela sv. Martina v Kozlech nedaleko od původního rodového sídla v Bělušicích. Jeho portrét je k vidění v hlavním sále na zámku ve Veltrusích.

## Potomstvo
Z manželství s Marií Terezií von Scheidlern měl sedm dětí. Nejstarší syn František (1700–1708) zemřel v dětství, z dcer se dospělého věku dožily Marie Anna a Terezie. Nadějí rodu byl druhorozený syn Václav (1703–1725), který však zemřel v mladém věku v Itálii. O rozdílném přístupu Václava Antonína k dcerám a synům svědčí jeho vlastní zápisky v deníku a také fakt, že dcery byly z nedostatku financí poslány do kláštera, zatímco na vzdělání a zahraniční cesty tří synů vynaložil značné prostředky. Pokračovateli dalšího vzestupu Chotků byli mladší synové Jan Karel a Rudolf.